# 双木利一
双木 利一（なみき りいち、1878年3月2日 - 1939年8月8日）は、日本の政治家。
双木八郎の長男として埼玉県飯能町(現在の飯能市)にて生まれる。1899年、埼玉師範学校卒業。飯能第一小学校長、川越貯蓄銀行飯能支店長、飯能町(現・飯能市)議会議員を経て、1926年、飯能町長に就任した。上水道の建設を行い、工事完成直前の1932年2月、町長を任期退職した。1928年から町長と兼任して埼玉県議会議員を務めていた。